# Krakowskie Forum Kultury

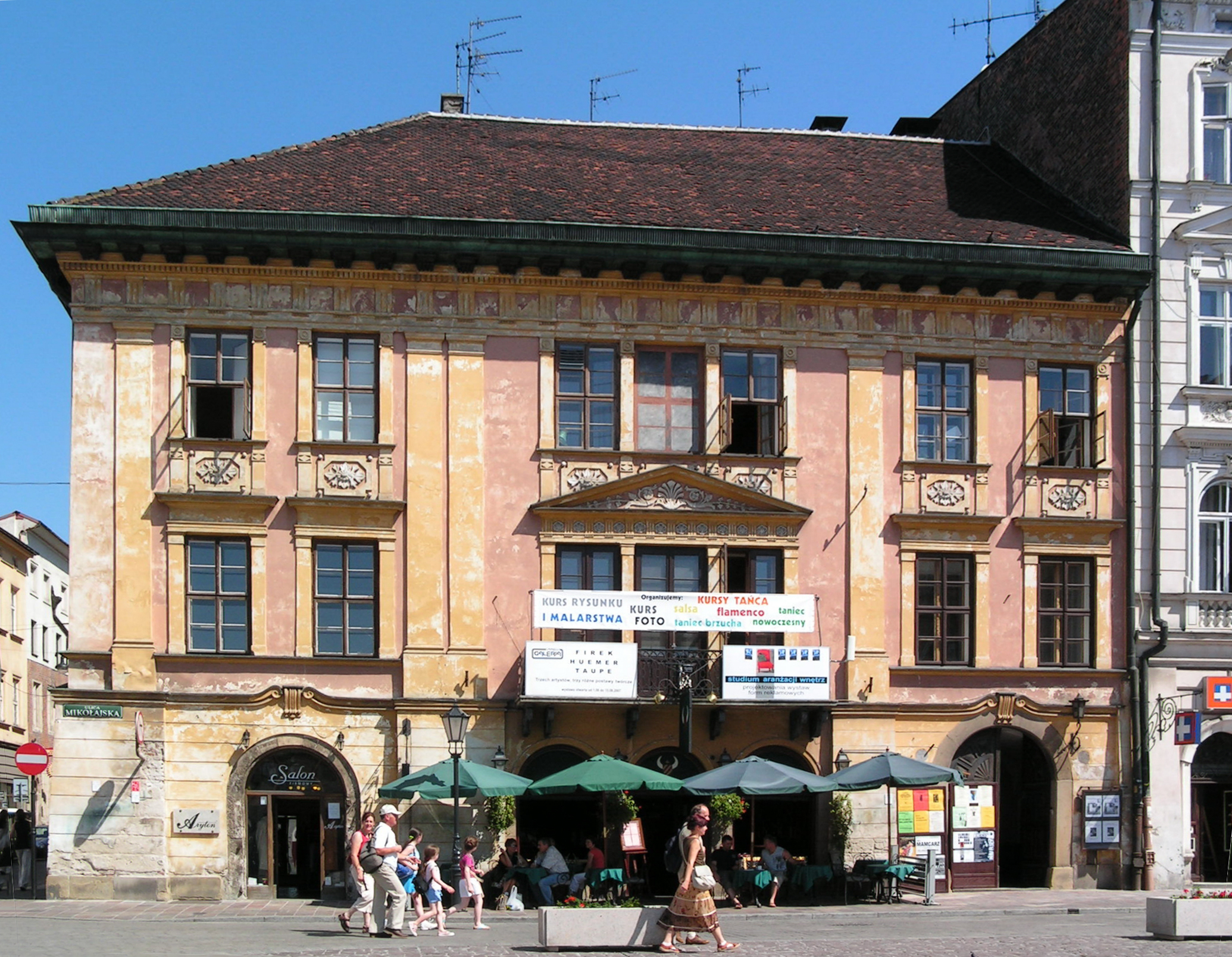
Kamienica Lamellich – siedziba Krakowskiego Forum Kultury

Krakowskie Forum Kultury – gminna instytucja kultury w Krakowie. Jej siedzibą jest zabytkowa kamienica Lamellich przy ul. Mikołajskiej 2. Instytucja działa w tym miejscu od 7 grudnia 1979 r.; do czerwca 2017 r. nosiła nazwę Śródmiejski Ośrodek Kultury w Krakowie.
W strukturze Forum działają: 
- Klub „Strych” (ul. Masarska 14)
- Klub „Kazimierz” (ul. Krakowska 13)
- Klub „MALWA” (ul. Dobrego Pasterza 6)
- Ośrodek Dokumentacji i Inicjatyw Artystycznych „Piwnica pod Baranami” (ul. św. Tomasza 26)
- Integracyjny Klub Kultury "Olsza" (ul. Stanisława ze Skalbmierza 7)

Krakowskie Forum Kultury w ramach swej działalności organizuje spotkania literackie, z dziennikarzami, podróżnikami, jest organizatorem licznych kursów (także dla seniorów), koncertów. W ramach sceny monodramu wystawiane są sztuki. W dwóch galeriach – Sala z Widokiem i Galeria MIKO organizowane są wystawy malarstwa i fotografii. Forum jest inicjatorem i organizatorem festiwalu Krakowskie Miniatury Teatralne, koncertów promenadowych w altanie na Plantach. Corocznie KFK organizuje dwa duże festiwale muzyki dawnej - Międzynarodowy Festiwal Letnie Koncerty Organowe i Międzynarodowy Festiwal Zaduszki Organowe im. prof. Jana Jargonia. Przy Forum działają chóry: Hejnał i kameralny Canticum Novum. KFK wydaje miesięcznik informacyjny Kulturalnik.
Dyrektorami instytucji były Teresa Gondek, Ewa Winnicka, Janusz Paluch, obecnie instytucją kieruje Izabela Biniek.